# Wild Frontier
Wild Frontier — шестой студийный альбом североирландского гитариста и певца Гэри Мура, вышедший в 1987 году. Это его первая студийная работа после возвращения в родной Белфаст в 1985 году, альбом содержит несколько песен об Ирландии, а в саму музыку альбома Мур включил кельтские мотивы. Альбом посвящён памяти близкого друга Мура и лидера группы Thin Lizzy Фила Лайнотта, который умер 4 января 1986 года (на задней части обложки было написано: «For Philip»).

## Об альбоме
Онлайн-издание Ultimate Classic Rock называет альбом Wild Frontier в целом «пропитанным фолком начинанием», и считает, что «гимновый заглавный трек по-прежнему иллюстрирует искренние чувства Гэри к своей родине в прекрасной лаконичной и удобной для чартов манере».
Wild Frontier содержит хит-сингл «Over The Hills and Far Away», который достиг 20-го места в Великобритании, а также кавер-версию песни Easybeats «Friday on My Mind», исполненную в металлическом стиле. Написанный Максом Миддлтоном «The Loner» был первоначально записан Кози Пауэллом для его альбома Over The Top в 1979 году; в записи данного альбома принял участие и Мур, хотя в «The Loner» он не играл. Однако трек был существенно изменён Муром, поэтому он был указан как соавтор.
Все ударные партии на Wild Frontier были созданы при помощи драм-машины, хотя этот факт, а также имя электронного барабанщика Роланда Керриджа из группы Re-Flex, программировавшего партии ударных, в альбоме указано не было. Кроме того, Керридж появится в музыкальном клипе на песню «Over The Hills and Far Away», а также в ранних телевизионных рекламных акциях для альбома. Барабанщик Эрик Сингер исполнял ударные партии в концертном туре, последовавшем за выпуском альбома.
«Мой любимый альбом — Wild Frontier», потому что он был записан сразу после смерти Фила [Лайнотта]», — рассказал Мур журналу Classic Rock. «Я много думал о нём в то время, отсюда и его кельтские влияния. Это пластинка-размышление». С ним согласен журнал Metal Hammer, который включил эту ностальгическую запись, посвященную Северной Ирландии, и недавно скончавшемуся Филу Лайнотту в свой список «500 лучших металлических альбомов всех времён».

## Кавер-версии
Песня «Over the Hills and Far Away» была записана шведской викинг-метал-группой Thyrfing в 1999 году и вошла в их альбом «Urkraft». В 2000 году песню записала финская симфо-пауэр-метал-группа Nightwish и издала её на EP «Over the Hills and Far Away» 2001 года. Испанская группа Saurom также записала кавер-версию этой песни с альтернативными текстами под названием «La Disolución de la Comunidad».

## Список композиций
| №  | Название                                  | Автор(ы)             | Длительность |
| -- | ----------------------------------------- | -------------------- | ------------ |
| 1. | «Over the Hills and Far Away»             | Gary Moore           | 5:20         |
| 2. | «Wild Frontier»                           | Moore                | 4:14         |
| 3. | «Take a Little Time»                      | Moore                | 4:05         |
| 4. | «The Loner» (инструментальная композиция) | Max Middleton, Moore | 5:54         |

| №  | Название                                  | Автор(ы)                  | Длительность |
| -- | ----------------------------------------- | ------------------------- | ------------ |
| 5. | «Friday on My Mind» (The Easybeats cover) | George Young, Harry Vanda | 4:11         |
| 6. | «Strangers in the Darkness»               | Moore, Neil Carter        | 4:38         |
| 7. | «Thunder Rising»                          | Moore, Carter             | 5:43         |
| 8. | «Johnny Boy»                              | Moore                     | 3:15         |

| №   | Название                                    | Автор(ы)         | Длительность |
| --- | ------------------------------------------- | ---------------- | ------------ |
| 1.  | «Over the Hills and Far Away»               | Moore            | 5:20         |
| 2.  | «Wild Frontier»                             | Moore            | 4:14         |
| 3.  | «Take a Little Time»                        | Moore            | 4:05         |
| 4.  | «The Loner»                                 | Middleton, Moore | 5:54         |
| 5.  | «Friday on My Mind»                         | Young, Vanda     | 4:11         |
| 6.  | «Strangers in the Darkness»                 | Moore, Carter    | 4:38         |
| 7.  | «Thunder Rising»                            | Moore, Carter    | 5:43         |
| 8.  | «Johnny Boy»                                | Moore            | 3:15         |
| 9.  | «Over the Hills and Far Away» (12” version) | Moore            | 7:26         |
| 10. | «Wild Frontier» (12” version)               | Moore            | 6:38         |
| 11. | «Crying in the Shadows»                     | Moore            | 5:01         |

| №   | Название                          | Автор(ы)         | Длительность |
| --- | --------------------------------- | ---------------- | ------------ |
| 12. | «The Loner» (Extended mix)        | Middleton, Moore | 7:16         |
| 13. | «Friday on My Mind» (12” version) | Young, Vanda     | 6:15         |
| 14. | «Out in the Fields» (live)        | Moore            | 5:28         |

## Синглы
- Take A Little Time (ноябрь 1987)
- The Loner
- Friday On My Mind
- Wild Frontier (февраль 1987)
- Over The Hills And Far Away (декабрь 1986)

## Участники записи
музыканты
- Гэри Мур — соло, ритм- и акустические гитары, ведущий и бэк-вокал, продюсер на треках 5, 7 и 8
- Нил Картер — клавишные, бэк-вокал
- Боб Дэйзли — бас-гитара
- Роланд Керридж — программирование ударных

прочие
- Питер Коллинз — продюсер на треках 1, 2, 4, 9, 10 и 12
- Пит Смит — продюсер на треках 3 и 6
- Джеймс «Джимбо» Бартон — продюсер на треках 5, 7, 8 и 13, звукоинженер на треках 1 и 2, микширование на треках 3 и 6
- Крис Портер — звукоинженер на треках 2 и 4
- Майк Стоун — продюсер на треке 11
- Найджел Уокер — продюсер на треке 14

## Чарты
| год  | чарт                     | позиция |
| ---- | ------------------------ | ------- |
| 1987 | Finnish Albums Chart     | 1       |
| 1987 | Norwegian Albums Chart   | 1       |
| 1987 | Swedish Albums Chart     | 2       |
| 1987 | Swiss Albums Top 100     | 7       |
| 1987 | UK Albums Chart          | 8       |
| 1987 | German Albums Chart      | 9       |
| 1987 | New Zealand Albums Chart | 11      |
| 1987 | Dutch MegaCharts         | 13      |
| 1987 | Austrian Top 40 Albums   | 16      |
| 1987 | Billboard 200 (US)       | 139     |

| год  | сингл                         | чарт                        | позиция |
| ---- | ----------------------------- | --------------------------- | ------- |
| 1986 | «Over the Hills and Far Away» | Irish Singles Chart         | 6       |
| 1986 | «Over the Hills and Far Away» | UK Singles Chart            | 20      |
| 1987 | «Over the Hills and Far Away» | Finnish Singles Chart       | 1       |
| 1987 | «Over the Hills and Far Away» | Norwegian Singles Chart     | 1       |
| 1987 | «Over the Hills and Far Away» | Swedish Singles Chart       | 7       |
| 1987 | «Over the Hills and Far Away» | Dutch MegaCharts            | 22      |
| 1987 | «Over the Hills and Far Away» | Mainstream Rock Tracks (US) | 24      |
| 1987 | «Over the Hills and Far Away» | Swiss Singles Top 100       | 27      |
| 1987 | «Over the Hills and Far Away» | New Zealand Singles Chart   | 43      |
| 1987 | «Wild Frontier»               | Finnish Singles Chart       | 4       |
| 1987 | «Wild Frontier»               | Irish Singles Chart         | 22      |
| 1987 | «Wild Frontier»               | UK Singles Chart            | 35      |
| 1987 | «Friday on My Mind»           | Finnish Singles Chart       | 15      |
| 1987 | «Friday on My Mind»           | Irish Singles Chart         | 18      |
| 1987 | «Friday on My Mind»           | UK Singles Chart            | 26      |
| 1987 | «Friday on My Mind»           | New Zealand Singles Chart   | 30      |
| 1987 | «Friday on My Mind»           | Dutch MegaCharts            | 72      |
| 1987 | «The Loner»                   | UK Singles Chart            | 53      |
| 1987 | «Take a Little Time»          | UK Singles Chart            | 75      |